# Armando Molina
Armando Mauricio Molina Recinos (San Salvador, 18 de agosto de 1957) es un escritor salvadoreño, editor de la extinta revista cultural VOCES editada en San Francisco, California, ciudad donde ha vivido gran parte de su vida.

## Biografía
Hijo del coronel Francisco Paúl Molina Morán e Idalia Recinos Villeda de Molina, nació en el seno de una familia de clase media, siendo el mayor de tres hijos, él y sus dos hermanas.
Estudió en el Colegio García Flamenco de San Salvador; partió becado a California por el gobierno de El Salvador en 1975, y en 1979 se tituló de Ingeniero Electrónico en el Heald Engineering College de San Francisco, California; posteriormente realizó estudios de postgrado en Psicología Industrial en San Francisco State University.
A partir de 1989, se consagra a la literatura y en agosto de ese mismo año sale publicada su primera novela El amanecer de los tontos, bajo el sello de la editorial Solaris, casa editorial fundada junto a otros escritores y artistas latinoamericanos radicados en San Francisco. Con esta novela recibiría una amplia atención por la crítica como un escritor salvadoreño que propugna una literatura distinta a la que se produce durante esos años en su país de origen. La suya es una temática urbana, cosmopolita, existencial, alejada de la novela testimonial o de los temas de la violencia que ahora destacan en la región centroamericana. Considerado un escritor ecléctico, difícil de colocar en una categoría específica, esta primera novela se ha convertido en la más conocida de sus obras.
En 1992 publica su segundo libro, Almuerzo entre dioses, una recopilación de cuentos; y en 1996 su segunda novela, Bajo el cielo del istmo. Su primera novela, El amanecer de los tontos se convierte en un éxito de ventas en California y Centroamérica.
En calidad de periodista y editor, Armando Molina es el fundador y editor ejecutivo de LatinoVisión Media de California. Molina comenzó su carrera profesional de escritor en 1985 en el antiguo semanario bilingüe HORIZONTES, del Norte de California, periódico comunitario establecido en el histórico distrito de la Misión de San Francisco. De 1989 a 1996 fungió como editor asociado de esta publicación dedicada a informar sobre América Latina en los Estados Unidos. Se desempeñó también como vicepresidente de operaciones y director de relaciones públicas.
En 1997 fundó la revista VOCES, publicación de arte y cultura latinoamericana de distribución continental, de la cual fue su director hasta diciembre de 2005. Armando Molina ha servido en varias juntas directivas de organizaciones culturales y comités cívicos de San Francisco, entre las que destacan el Museo de Young y el Proyecto Cultural Encuentros, entre otros. Se ha desempeñado asimismo como consultor en Comunicaciones y Administración Pública, y como productor ejecutivo en radio y televisión del Norte de California.
Colabora en diversos medios de prensa de Estados Unidos, América Latina y Europa, con artículos sobre los más diversos temas y ha participado en programas culturales de radio y televisión. Entre sus actividades académicas, ha ofrecido talleres avanzados de narrativa y dicta charlas en diversas universidades, bibliotecas y ferias del libro y seminarios. Ha sido miembro del jurado de diversos concursos literarios.

## Obras

### Narrativa
- 1989.- El amanecer de los tontos (Novela)
- 1990.- Almuerzo entre dioses (Relatos)
- 1996.- Imponiendo presencias: Antología de cuentos (Co-editor)
- 1997.- Bajo el cielo del istmo (Novela)
- 2017.- Epicentros (Novela)
- 2023.- Los vasallos del miedo (Relatos) [En progreso]

### Teatro
- 1991.- Almuerzo entre dioses
- 2001.- La misa de la Santa Cruz

### Artículos, críticas
- Autor de diversos artículos sobre arte, literatura, escritores, pintores, lugares, etc publicados en prensa digital e impresa.
- Editor ejecutivo de LatinoVision Media de California.